# Artaxa sastra
Artaxa sastra är en fjärilsart som beskrevs av Moore 1859. Artaxa sastra ingår i släktet Artaxa och familjen tofsspinnare. Inga underarter finns listade i Catalogue of Life.